# Виктор Фишер
Виктор Горидсен Фишер (роден на 9 юни 1994 в Орхус, Дания) е датски футболист, играе като нападател и се състезава за английския Мидълзбро.

## Клубна кариера

### Ранна кариера
Фишер започва да тренира футбол в скромния отбор на Лисенг ИФ. След това се премества в школата на Орхус, където прекарва пет години, преди да премине в школата на друг датски тим – Митюлан.

### Аякс
Фишер преминава в школата на холандския гранд Аякс, където заиграва за А1 селекцията на „амстердамци“. Договорът му е за три сезона, като изтича в края на юни 2014 г.
Фишер прави дебюта си за Аякс в предсезонната подготовка преди началото на сезон 2012/13 срещу СФ Хойзен и вкарва гол в 63-тата минута, а отбора му побеждава с 3 – 1. Дебютът си в Ередивиси прави на 20 октомври 2012 г., влизайки в 84-тата минута на мача срещу Хераклес. Мачът завършва 3 – 3. На 31 октомври 2012 г. изиграва първия си мач като титуляр в официален мач и също така отбелязва първия си гол за Аякс в официален мач при победата с 2 – 0 над ОНС Снеек за Купата на Холандия. Дебютът си в Шампионска лига прави при гостуването в Англия на Манчестър Сити. Появява се на терена в 87-а минута на мястото на сънародника си Кристиан Поулсен, а мача завършва 2 – 2. Първият си мач като титуляр в Ередивиси записва на 11 ноември 2012 г. срещу ПЕК Зволе. Аякс побеждава с 2-4 като гост, а Фишер реализира два гола в мача.

## Статистика
Статиктиките са валидни до 15 ноември 2012 г.
| Клуб         | Сезон             | Първенство | Първенство | Купа | Купа  | Европа | Европа | Общо | Общо  |
| Клуб         | Сезон             | Apps       | Goals      | Apps | Goals | Apps   | Goals  | Apps | Goals |
| ------------ | ----------------- | ---------- | ---------- | ---- | ----- | ------ | ------ | ---- | ----- |
| Аякс         | Ередивиси 2012/13 | 23         | 10         | 4    | 2     | 5      | 0      | 33   | 12    |
| Аякс         | Ередивиси 2013/14 | 24         | 3          | 4    | 4     | 5      | 0      | 34   | 7     |
| Общо кариера | Общо кариера      | 47         | 13         | 8    | 6     | 10     | 0      | 69   | 19    |

## Национален отбор
Фишер е представлявал Дания до 16, до 17 и до 19 години. За отбора на Дания до 17 години има отбелязани 20 гола в 30 срещи. Част е от отбора на Дания до 17 години, който стига до полуфиналите на Европейското първенство до 17 години през 2011 г. През 2012 г. дебютира за отбора на Дания до 21 години.